# Dentinalia latifascia
Dentinalia latifascia là một loài bướm đêm trong họ Geometridae.